# Prometeu

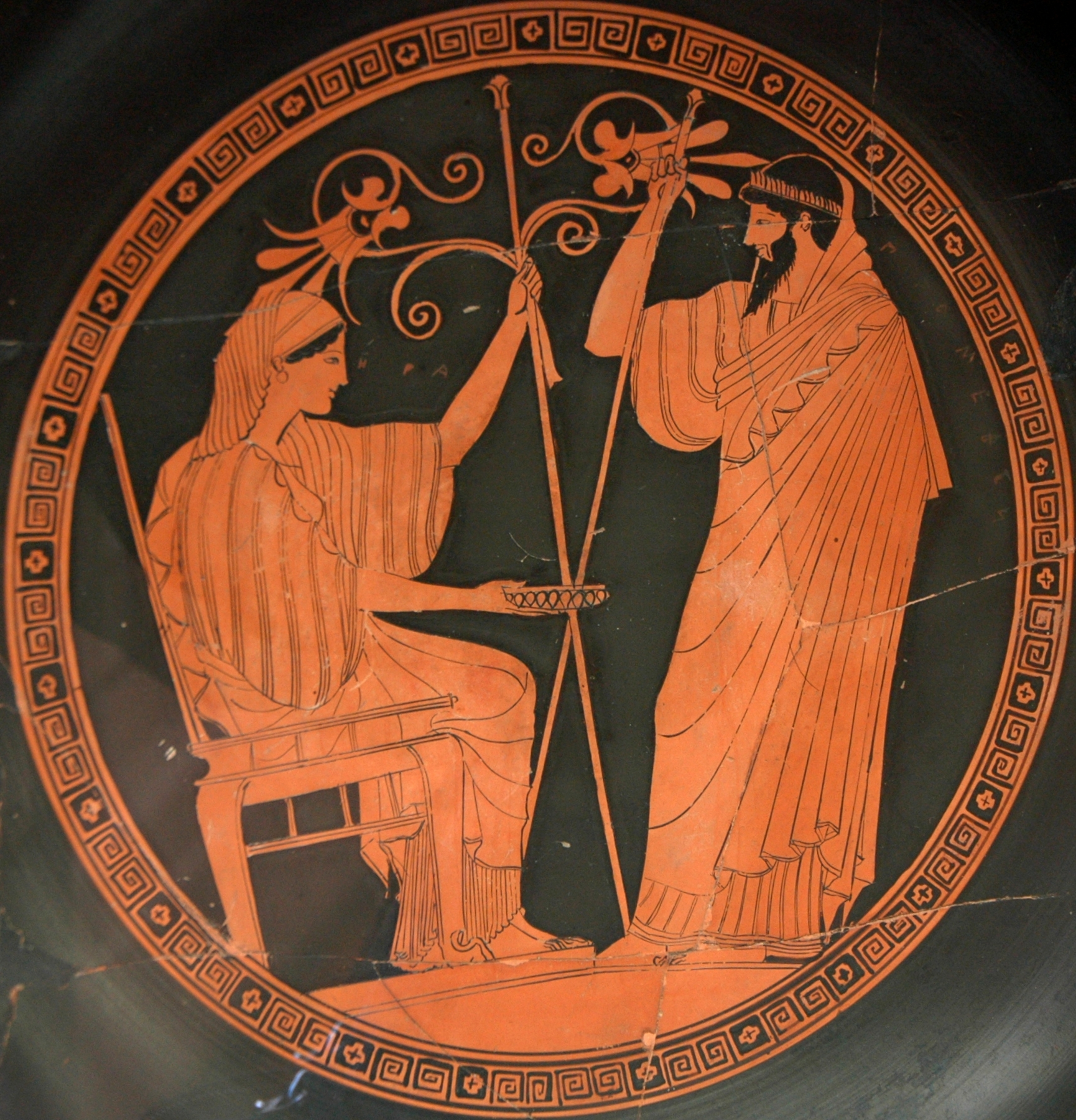
Hera și Prometeu

Prometeu (greacă veche: Προμηθεύς Promētheús, lit. „precauție”) este o figură din mitologia greacă. 
Este unul dintre titani, fiul lui Iapet și al Clymenei (sau al Asiei), care a furat de la zei focul, pentru a-l oferi oamenilor.
Lui Prometeu îi este atribuită crearea oamenilor din lut, și pentru că a nesocotit zeii furând și dăruind focul omenirii, acesta devenind fondatorul civilizației. 
Prometeu a rămas cunoscut pentru inteligența sa și a devenit campion al omenirii, considerat și autor al artelor umane și științelor.  Este tatăl lui Deucalion, eroul poveștii potopului. 
Pentru că a furat focul și i-a batjocorit pe zei, Zeus l-a pedepsit pe Prometeu pentru eternitate. L-a legat cu lanțuri de o stâncă de pe Muntele Elbrus sau Kazkek din Munții Caucaz de pe tărâmul barbarilor. Zeus  și-a pus vulturul să-i mănânce zilnic ficatul, și de fiecare dată ficatul său se regenera, ca apoi să fie mâncat de vultur în ziua următoare. Prometeu a fost în cele din urmă eliberat de Hercule.

## Etimologie
Numele "Prometeu"  înseamnă „gândire premergătoare”, așa cum numele fratelui său Epimeteu denotă „gândire ulterioară”. Hesychius din Alexandria îi dă lui Prometeu numele de Ithas și îl descrie ca Vestitor al Titanilor. Kerényi   remarcă faptul că aceste nume „nu sunt transparente” și pot fi citiri diferite ale aceluiași nume, în timp ce numele „Prometeu” este descriptiv.
De asemenea, s-a teoretizat că derivă din rădăcina proto-indo-europeană care provine  și din cuvântul vedic pra math, care înseamnă „a fura”, de unde pramathyu-s, „hoț”, este  înrudit cu „Prometeu”, hoțul focului. Mitul vedic al  focului furat de către Mātariśvan este un analog cu relatarea greacă.  

## Mitologie
Prometeu este fiul lui Iapet și al Climenei (sau al Asiei, ambele fiice ale lui Ocean) și fratele lui Atlas și al lui Epimeteu. Se căsătorește fie cu Celeno, fie cu Climene. Printre copiii lui se numără Deucalion, Licos și Himerea și, în funcție de sursă, Etneos, Elen, eroul fondator al elenilor, și Tebe, deși aceștia din urmă mai sunt considerați copiii lui Deucalion.
În funcție de sursă, Prometeu a creat omul din lut însuflețindu-i cu foc, dar această legendă nu apare în Teogonia. În schimb Prometeu era considerat acolo binefăcătorul oamenilor. Pentru ei l-a înșelat pe Zeus de două ori.

### Sacrificiul de la Mecone

Prometeu. Statuie de bronz a sculptorului belgian Joseph-Marie-Thomas Lambeaux (1852-1908) expusă în Parcul Herăstrău.

Oamenii trebuiau să sacrifice un taur zeilor la Mecone, probabil un nume pentru orașul antic Sicion din nordul Peloponezului. Prometeu a luat oasele și pielea taurului și le-a ascuns sub un strat gros de grăsime. Apoi a luat carnea și a ascuns-o sub stomacul animalului și l-a pus pe Zeus să aleagă. Acesta, văzând grăsimea, a ales fără să-și dea seama, pielea și oasele. Făcându-le oamenilor partea cea mai bună la împărțirea unei jertfe destinate lui Zeus, titanul a atras pentru prima dată asupra sa mânia acestuia din urmă. Drept răzbunare, părintele zeilor le-a luat muritorilor focul.

### Furtul focului
Din nou însă, Prometeu a găsit un mijloc de a le veni în ajutor muritorilor. El a furat focul din ceruri și l-a dat oamenilor. Se spune că a furat semințele din soare și le-a adus pe pământ ascunse într-o tulpină. Alte surse susțin că a luat focul din forja lui Hefaistos. Pedeapsa lui Zeus a fost și mai aspră. Îl înlănțui pe Prometeu de o stâncă pe muntele Kazbek din Caucaz. Un vultur uriaș, pasăre monstruoasă zămislită de Tifon și de Echidna, îi devora zilnic ficatul, care peste noapte se regenera. În felul acesta titanul a fost supus unui chin zilnic. 
Prometeu îl sfătuise pe Epimeteu să nu accepte niciun dar de la zei, dar în absența acestuia Zeus l-a convins să o ia pe Pandora, cea care ajunge să răspândească în lume toate relele și nenorocirile.

### Salvat de Heracle

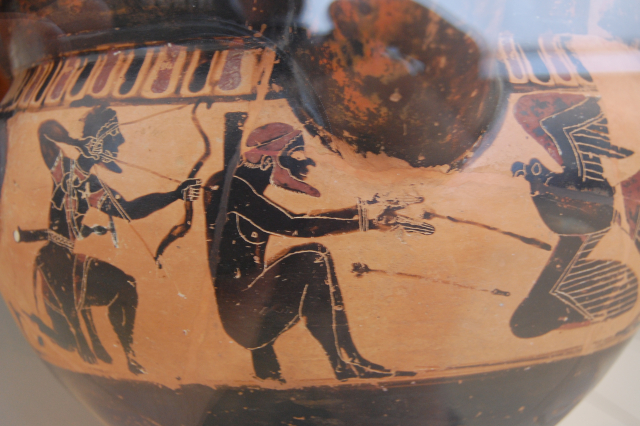
Heracle salvându-l pe Prometeu

Heracle a trecut pe lângă Caucaz în drum spre Grădina Hesperidelor. El a ucis vulturul cu una din săgețile sale otrăvite și l-a eliberat pe Prometeu, ale cărui chinuri s-au sfârșit. Mulțumit că aceste fapte de vitejie vor răspândi gloria fiului său, Zeus nu s-a împotrivit, dar ca sentința sa să nu fie zădărnicită, l-a pus să poarte un inel din oțelul lanțurilor sale cu o piatră din stânca muntelui, ca titanul să fie în continuare, simbolic, legat de piatră. În schimb, Prometeu își folosește darul profeției pentru a-l ajuta pe Heracle să obțină merele Hesperidelor.

### Nemurirea
Centaurul Chiron, rănit de una dintre săgețile otrăvite al lui Heracle, suferea continuu și dorea să moară, dar fiind nemuritor trebuia să găsească pe cineva care să accepte darul nemuririi de la el. Prometeu consimți și deveni nemuritor. Zeus acceptă dornic salvarea și noul statut al acestuia, când Prometeu îi prezise că fiul lui Tetis, pe care Zeus o iubea, va fi mult mai puternic decât tatăl său. Prometeu prezise de asemenea potopul pe care-l va trimite Zeus pentru a nimici omenirea, și-și sfătui fiul, Deucalion, ca acesta să supraviețuiască.

## Cultul lui Prometeu
S-au găsit dovezi în Atena al unui cult al lui Prometeu, de dimensiuni reduse. S-a sugerat că ar fi putut fi patronul olarilor, o teorie controversată. Într-o dumbravă din nordul Atenei numită Akadḗmeia s-a găsit un altar închinat lui Prometeu.

## În cultură

### Grecia antică
Prometeu este frecvent întâlnit în operele artistice de-a lungul istoriei. Este unul dintre cele mai vechi personaje, considerat un personaj păcălici arhetip pre-Hesiod. În perioada târzie a Greciei, apare în operele lui Eschil și ale lui Platon, printre alții. 
Primul s-a concentrat pe aspectul tragic teatral. Din trilogia lui Eschil nu rămâne decât Prometeu înlânțuit, una dintre cele mai faimoase versiuni ale mitului. Aceasta reiterează, sintetizează și extinde miturile precedente, în special opera lui Hesiod. În opera lui Eschil, Prometeu i-a ajutat pe olimpieni să înfrângă titanii în Titanomahie, astfel pedeapsa acestuia apare într-o lumină nouă ca un crunt act de trădare.
Platon în Protagoras discută atributele umane necesare unei civilizații de succes folosid mitul în care Prometeu și Epimeteu împart abilități viețuitoarelor, printre care și oamenii.

### Roma antică
Mitul lui Prometeu începe să apară pe morminte. În aceeași perioadă în mitologia georgiană, eroul Amirani provoacă un zeu și este de asemenea înlănțuit în Caucaz unde păsările îi mănâncă organele.

### Evul Mediu
Prometeu devine din ce în ce mai popular o dată cu publicarea manualului de mitologie al lui Fulgentius Placiades, urmată de Genealogia Deorum Gentilium (c. 1374) a lui Giovanni Boccaccio, interpretând mitul prin perspectiva euhemerismului și al metaforei. Marsilio Ficino (Quaestiones Quinque de Mente, c. 1477) adoptă o perspectivă mai severă, filozofică, unde chinurile acestuia sunt chinurile rațiunii asupra omului.

### Renașterea
Datorită scrierilor lui Boccaccio Ficino, Prometeu devine un subiect de mare interes pentru pictori și sculptori, printre care Piero di Cosimo și Parmigianino. De asemenea Shakespeare în punctul culminant al piesei de teatru Otello face referire la mitul lui Prometeu „Când se va stinge-odată, în van aș căută / Prometeescul foc ce te-ar aprinde iarăși. / Am rupt odată floarea, zadarnic ne-ncercăm / Să înnoim puterea ce viața îi hrănește,” unde „Prometeescul foc” face referire la mitul în care Prometeu clădește oamenii din lut și le dă viață cu foc.

### Post-renaștere

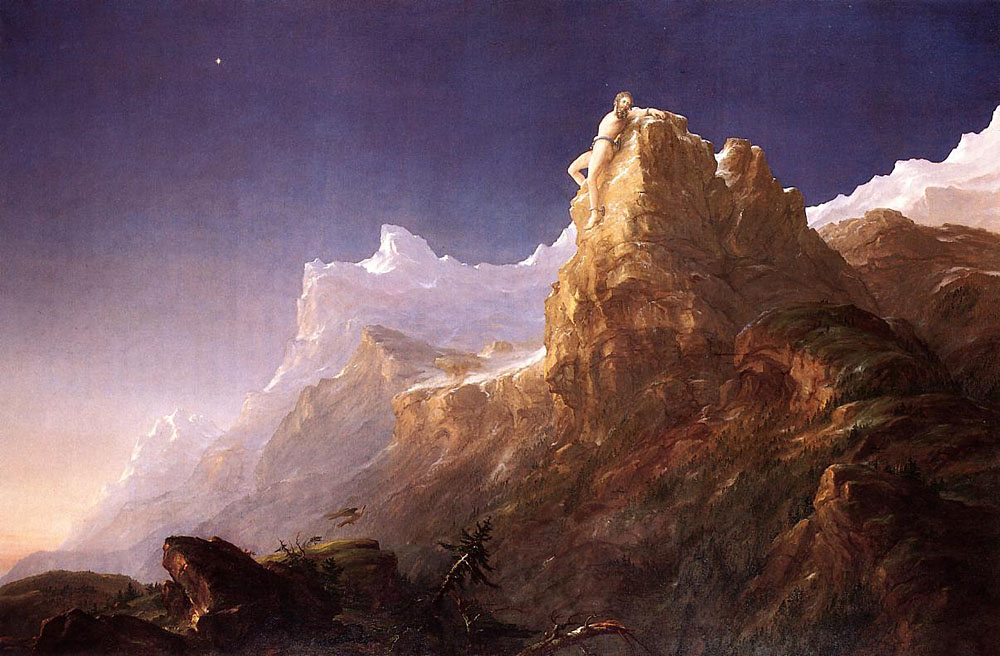
Prometeu înlănțuit de Thomas Cole, c.1847

În perioada romantică, Prometeu a reprezentat un personaj rebel împotriva tiraniei Bisericii, patriarhiei și monarhiei. Apare ca eul liric în poemul eponim al lui Goethe (1789) adresându-i-se lui Dumnezeu, acuzator. În Prometeu dezlănțuit (1820) Percy Bysshe Shelley rescrie piesa pierdută a lui Eschil, oferind un Prometeu neînfrânt care îi aruncă în față lui Zeus descoperirile civilizației umane. Romanul lui Mary Shelley, Frankenstein (1818) este subintitulat "Modernul Prometeu". Influențele mitului mai apar în muzică, operă și balet. În sec. XX, Kafka face o scurtă analiză a mitului.

### În cultura populară
- 1974, este numele unei animații rusești Прометей
- 1998, apare în seria de desene animate Hercules
- 2002, în serialul SF Stargate SG-1 sezonul 6, Prometheus este numele primei nave interstellare făcută de oameni
- 2009, apare ca personaj în ultimul volum al seriei de romane de aventuri și mitologie Percy Jackson și Olimpienii
- 2012, filmul SF Prometheus
- 2013, în serialul Supernatural sezonul 8, Prometeu e nemuritor dar suferă de amnezie în urma unei avalanșe. El și fiul său Oliver continuă să sufere de blestem și mor în diverse feluri în fiecare zi.
- 2015, în filmul SF Ex Machina, personajul Nathan Bateman face de asemenea referire la mitul prometean al creației omului din lut și foc cu referire la creația vieții artificiale.
- 2023, în filmul istoric Oppenheimer apare mitul lui Prometeu într-un citat.

- Mai apare în muzică, știință și jocuri video.